# Neo Zone
『Neo Zone』（ネオゾーン）は、2020年3月6日にDreamusから発売された韓国のアイドルグループNCT 127の2枚目のオリジナルアルバム。2020年5月19日にリパッケージアルバム『Neo Zone: The Final Round』が発売された。

## 概要
- ファーストフルアルバム『Regular-Irregular / Regulate』より約1年半ぶりの正規アルバム。
- タイトル曲「英雄; Kick It」を含む13曲の収録曲で構成されている。
- ユービーアイソフトのゲーム「ジャストダンス2021」にタイトル曲「英雄; Kick It」が収録されている[7]。

## プロモーション

### 予告編
- 仮想の放送局をコンセプトに、メンバーが音楽番組、ラジオ、バラエティ番組、通販などに出演するコンテンツを公開した[8]。
- 2020年2月19日から、収録曲のうち11曲のトラックビデオ（ミニミュージックビデオ）が公開された[8][9]。

### リミックスバージョン
- 5月8日、SM傘下ScreaM Recordsの「iScreaM」プロジェクトよりタイトル曲「英雄; Kick It」のリミックスバージョンが公開された[10]。Valentino Khan、MINIMONSTER、Hitchhikerがリミキサーとして参加した。

## ミュージックビデオ

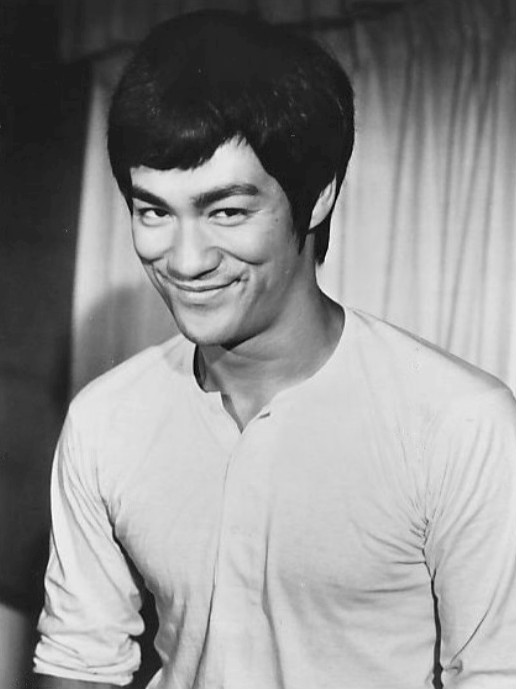
ブルース・リー

- 3月5日、タイトル曲「英雄; Kick It」のミュージックビデオを公開した[11]。
映像では、チャイナタウンをイメージさせるカンフー映画の世界のようなセットを背景に、リーダーのテヨンやマークが華麗なヌンチャクさばきを披露している[11]。カンフー映画のスターであるブルース・リーを連想させる有名な鼻を掻く仕草や、カンフーをモチーフにしたアクションが取り入れられ[11]、カンフー映画のカルチャーが随所に散りばめられている[11]。
公開から約10ヶ月後の2021年1月25日午前12時27分頃、YouTubeの再生回数が1億回を突破した。これは3rdミニアルバム『Cherry Bomb』に次ぐ2番目の記録となった[12]。

## チャート成績
韓国ガオンチャート（2020年3月15日～3月21日）で週間1位を記録した。
ビルボード200で初登場5位、アーティスト100で2位を獲得し、ビルボード200では10週間チャートインを記録した。
米ビルボードのトップアルバムセールス、トップカレントアルバムセールス、ワールドアルバム、テイストメーカーアルバムなど4つのチャートで1位を獲得した。
7月9日、集計サイトNielsen Musicによるとアメリカで『Neo Zone』が170,000枚の販売高を記録し、2020年上半期米国で最も売れたフィジカルアルバム4位に認定された。
iTunesのトップアルバムチャートで、カナダ、メキシコ、チリ、オランダ、デンマーク、ギリシャ、フィンランド、ポーランド、スウェーデン、ロシア、アラブ首長国連邦、サウジアラビア、カタール、グアテマラ、ブルガリア、ハンガリー、ブルネイ、オーストラリア、インドネシア、インド、香港、日本、マカオ、マレーシア、フィリピン、シンガポール、台湾、ベトナム、タイ、カザフスタン、ラオス、トルコなど世界32の国と地域で1位を獲得した。

## 受賞・評価
- 第35回ゴールデンディスク賞 - 本賞（アルバム部門）[12]
- 米ビルボード - トップフィジカルアルバム部門6位（2020年に米国で最も売れたフィジカルアルバム6位）[12][16]
- 米タイム紙 - 2020年K-POPを代表した曲「Kick It」[12][17]
- 英メトロ紙 - 2020最高のK-POPカムバックランキング1位[12][18]
- 音楽専門チャンネルMTV - 2020年のK-POPベストB面ソング「Love Me Now」[19]

## 収録曲
1. Elevator (127F) [3:29]
  - 作詞 ：천송이(153/Joombas)
  - 作曲 ：Sly、Max Wolfgang、Shae Jacobs
  - 編曲 ：Sly、Max Wolfgang、Shae Jacobs

リズミカルなベースラインを中心に軽快なメロディーが調和するR&Bポップダンス曲[20]。
歌詞では、大切な人との縁を続けていきたい気持ちをエレベーターに乗って上がる瞬間にたとえた[20]。
エレベーターの到着音から始まるイントロはNCT U「Coming Home」（2019年）に繋がっている[21]。
2. 영웅(英雄; Kick It) [3:53]
  - 作詞 ：우탄、Rick Bridges、danke (lalala studio)
  - 作曲 ：Dem Jointz、Mayila Jones、Rodnae 'Chikk' Bell、DEEZ、유영진、라이언 전
  - 編曲 ：Dem Jointz、DEEZ、유영진

中毒性のあるシグネチャヴォコーダーサウンドとダイナミックなベース展開、NCT 127のエネルギー溢れるボーカルが調和した強烈なテンポが際立つヒップホップダンスジャンルのタイトル曲[22]。
テーマは「トラウマの克服」[22]。歌詞には「ブルース・リー」が登場するなど中国武術を意識しており、ポイントダンスにはカンフー風の振り付けが取り入れられている。
3. 꿈（夢）(Boom) [3:29]
  - 作詞 ：서지음
  - 作曲 ：Kevin White、Mike Woods、Andrew Bazzi、MZMC
  - 編曲 ：Rice n' Peas

アコースティックギターとフルートサウンドが調和するR&Bポップ曲[23]。
歌詞では、相手を好きな気持ちがまるで空に浮かぶ風船のように膨らみ、現実と夢を行き来するようなときめきの感情を表現している[23]。
4. 낮잠（昼寝）(Pandora's Box) [4:09]
  - 作詞 ：제이큐(JQ)、현지원、김혜지、TAEYONG、MARK、JOHNNY
  - 作曲 ：Erik Lidbom
  - 編曲 ：Erik Lidbom

メロウなローズ・ピアノのサウンドが印象的なミディアムテンポのR&B曲[24]。
歌詞には、恋人のひざの上で昼寝をして幸せな時間を過ごす様子や、デートの準備をするときめきの感情を込めた[25]。
テヨン、マーク、ジャニーが作詞に参加した。
5. Day Dream（白日夢） [3:25]
  - 作詞 ：황유빈
  - 作曲 ：Ian Jeffrey Thomas、Hannah Wilson、Ariowa Irosogie、Andrew Beckner
  - 編曲 ：Ian Jeffrey Thomas

グルーヴィーな雰囲気が印象的なミディアムテンポのR&B曲で、活き活きとしたドラムビートと幻想的なサウンドが調和し、イントロから夢の中にいるような雰囲気を醸し出している[26]。
歌詞は、児童小説『不思議の国のアリス』をベースにしている[21]。
6. Interlude: Neo Zone [1:39]
  - 作曲 ：SQUAR (PixelWave)
  - 編曲 ：SQUAR (PixelWave)
7. 뿔（角）(MAD DOG) [3:03]
  - 作詞 ：김부민、TAEYONG、MARK
  - 作曲 ：Hitchhiker、Charles Stephens、John Fulford、Christopher Newland
  - 編曲 ：Hitchhiker

深みのあるベースラインとユニークなリードサウンドが特徴のエスニックなトラップ・ヒップホップナンバー[24]。
8. Sit Down! [3:20]
  - 作詞 ：황유빈、Tommy $trate
  - 作曲 ：Harvey Mason Jr.、Kevin Randolph、Dewain Whitmore、Patrick 'J. Que' Smith、Britt Burton
  - 編曲 ：Harvey Mason Jr.、Kevin Randolph

重厚でリズミカルなドロップシンセサウンドと力強いラップが融合したR&Bヒップホップナンバー[23]。「誰が何と言おうと、自分の道を進む」という堂々としたメッセージを込めた[23]。
9. 메아리（こだま）(Love Me Now) [4:08]
  - 作詞 ：Le'mon (153/Joombas)、Rick Bridges
  - 作曲 ：Mike Daley、Mitchell Owens、DEEZ、Wilbart 'Vedo' McCoy III
  - 編曲 ：Mike Daley、Mitchell Owens

重みのある808ベースとシンセサウンドが印象的なR&Bダンスポップ曲[20]。
歌詞では、幸せだった記憶を思い出しながら独り言を言っても、夢の中の山びこのように戻ってきてしまう切ない感情を描いた[20]。
10. 우산（傘）(Love Song) [3:35]
  - 作詞 ：서지음、TAEYONG、MARK、JOHNNY
  - 作曲 ：Jonathan Yip、Ray Romulus、Jeremy Reeves、Ray McCullough、DEEZ、Bianca 'Blush' Atterberry
  - 編曲 ：The Stereotypes、DEEZ

力強いベースリードと豊かなハーモニー・ボーカルが調和する、リズミカルなミディアムテンポのR&B曲[24]。
歌詞には、普段は雨の日を嫌っているが、恋人と過ごす幸せな瞬間の感情を一つのストーリーとして表現した[25]。
11. 백야（白夜）(White Night) [4:03]
  - 作詞 ：지유리 (JamFactory)、제이큐(JQ)、혜수
  - 作曲 ：KENZIE（英語版）、Harvey Mason Jr.、Kevin Randolph、Dewain Whitmore、Ester Na、Sadie Currey
  - 編曲 ：Harvey Mason Jr.、Kevin Randolph

別れた恋人を忘れられない思いをボーカルで表現した、スローテンポのR&Bバラード曲[26]。
12. Not Alone [3:45]
  - 作詞 ：조윤경
  - 作曲 ：Nicki Adamsson、Michael Matosic、Michelle Buzz
  - 編曲 ：Nicki Adamsson

「私たちは皆孤独だが、お互いに共感し、一人ではないことを気づかせ、共に歩もう」というメッセージを込めたミディアムテンポのR&B曲[26]。
13. Dreams Come True [3:45]
  - 作詞 ：김우정 (Jam Factory)、이창혁 (JamFactory)、민연재、1월 8일、이효재 (lalala studio)
  - 作曲 ：Greg Bonnick、Hayden Chapman、DEEZ、Bobii Lewis
  - 編曲 ：LDN Noise、DEEZ

90年代風トラックビデオが印象的なソウルフルなR＆B曲[20]。
疲れた自分に勇気を与え、自信を育てようという希望的なメッセージを伝えている[20]。

## リパッケージアルバム

### 概要
- 2020年5月17日、オンラインコンサート「NCT 127 - Beyond the Origin」でタイトル曲「Punch」と収録曲「君の一日（Make Your Day）」のステージを先行公開した[30]。
- 5月19日、リパッケージアルバム『Neo Zone: The Final Round』が発売された[31]。
- タイトル曲「Punch」「Non Stop」「Make Your Day」の新曲3曲と「서곡（序曲; Prelude）」の合計4曲が追加されている[4]。

### チャート成績
- 韓国ガオンチャートのアルバムランキングで週間1位を獲得した[32]。
- ビルボード200で14位、アーティスト100で5位、トップアルバムセールス、トップカレントアルバムセールス、ワールドアルバム、 テイストメイカーアルバムなどビルボードの4つのチャートで1位を記録した[33][34]。
- 全世界のアルバムセールス集計サイトMediaTrafficが発表しているユナイテッド・ワールド・チャートで1位を記録した[32]。
- 『Neo Zone』とリパッケージアルバム『Neo Zone: The Final Round』で合計121万枚を売り上げ、ミリオンセラーとなった[32][35]。

## 収録曲（リパッケージアルバム）
1. Punch [3:24]
  - 作詞 ：KENZIE（英語版）
  - 作曲 ：KENZIE、Dem Jointz、Keynon "KC" Moore
  - 編曲 ：KENZIE、Dem Jointz、Alawn、라이언 전

『Neo Zone: The Final Round』タイトル曲。リングに上がったボクシング選手をイメージしたアーバンソウルヒップホップ曲[36]。
「一人で戦う寂しさに勝つ」というメッセージを込めた[36]。
2. Non Stop [3:24]
  - 作詞 ：KENZIE
  - 作曲 ：KENZIE、Greg Bonnick、Hayden Chapman、Adrian Mckinnon
  - 編曲 ：LDN Noise

強烈なフューチャー・ベースが特徴的なダンスポップナンバー[37]。多彩なシンセサウンドとリズム感溢れるドラムビートが調和し、壮大なブリッジがストーリーを感じさせる[37]。
歌詞には、どんな困難があっても愛する人のために止まらず走り続ける情熱的な気持ちを切なく表現した[37]。
3. 서곡（序曲; Prelude） [1:45]
  - 作詞 ：DEEZ
  - 作曲 ：Dem Jointz、ユ・ヨンジン
  - 編曲 ：DEEZ

「Kick It」のパフォーマンスステージではイントロ曲として用いられた。
4. 영웅（英雄; Kick It）
5. 꿈 (Boom)
6. 낮잠 (Pandora's Box)
7. Day Dream（白日夢）
8. 너의 하루（僕の一日）(Make Your Day) [3:35]
  - 作詞 ：서지음
  - 作曲 ：앤드류 최、밍지션
  - 編曲 ：밍지션

温かみのあるピアノメロディにコーラスとストリングスの豊かなハーモニー、柔らかいボイスが調和したポップバラード[38]。
歌詞には、「あなたのすべての日を一緒に過ごしたい」というロマンチックな気持ちを込めた[38]。
9. Interlude: Neo Zone
10. 뿔 (MAD DOG)
11. Sit Down!
12. 메아리 (Love Me Now)
13. 우산 (Love Song)
14. 백야 (White Night)
15. Not Alone
16. Dreams Come True
17. Elevator (127F)